# 死傷者
死傷者（ししょうしゃ、英語: casualty）とは、死者と負傷者を併せて呼ぶ呼称である。
軍事用語としての死傷者とは、死亡、負傷、病気、捕虜、脱走など、何らかの状況によって任務に就けなくなった軍人・戦闘員・非戦闘員のことを指す。
民間では、何らかの出来事によって死亡したり、負傷したり、能力を失ったりした人のことで、通常、暴力的な事件や災害によって複数の死傷者が出た場合に使われる。「死亡者」(fatality)とは異なり、致命的でない負傷も死傷者に含まれる。

## 軍事用語
軍隊用語としての死傷者とは、戦死した人、病死した人、怪我で障害を負った人、心理的外傷で障害を負った人、捕虜になった人、脱走した人、行方不明になった人のことであり、戦闘に支障をきたさない程度の怪我を負った人は含まれない。死傷者数とは、単純に、任務に参加できない部隊員の数である。この言葉は、少なくとも1513年から軍事的な文脈で使われている。
民間人死傷者(civilian casualty)とは、軍人や戦闘員の行動によって死傷した民間人のことで、婉曲的に「巻き添え被害」（コラテラル・ダメージ, collateral damage）と呼ばれることもある。

### NATOの定義
NATOでは、次のように定義している。
死傷者(casualty)
人員に関しては、死者、負傷者、病人、拘留、捕虜、行方不明とされたことを理由に、所属する組織から失われた人物。
戦闘死傷者(battle casualty)
敵対行為の直接の結果として発生した、戦闘中またはそれに関連して受けた死傷者。または戦闘任務に向かうとき、あるいは戦闘任務から戻るときに発生した死傷者。
非戦闘死傷者(non-battle casualty)
戦闘死傷者以外で、病気や負傷を理由に所属する組織から失われた者（病気や負傷で死亡した者、または欠席が自発的なものではないと思われる行方不明者、敵対行為や抑留によるものを含む）。

### その他の定義
以下は、戦史記者がよく使う表現である。
回復不能死傷者(irrecoverable casualty)
人員に関しては、戦死した人、作戦行動中に行方不明になった人、医療施設に退避する前に傷や病気で死亡した人。
医療死傷者(medical casualty)
人員に関しては、戦闘地域で負った傷や罹患した病気によって能力を失った者、および治療や療養のために医療施設に1日以上入院した者を指す。戦闘行為の直接的な結果として発生した場合を戦闘医療死傷者(combat medical casualty)、戦闘行為の直接的な結果ではない医療死傷者を非戦闘医療死傷者(non-combat medical casualty)という。
戦死(killed in action)

敵対勢力の行動による死亡。
作戦行動中行方不明(Missing in action)

戦闘中に行方不明になったと報告された人。脱走した場合、戦傷で部隊に帰還できなかった場合、捕虜になった場合などがある。
戦傷(wounded in action)

敵対勢力の行動によって負傷した人。
捕虜(prisoner of war)

敵対勢力に捕らえられ、拘束されている人。